# 織田淳広
織田 淳広（おだ あつひろ）は、室町時代の武将。尾張国守護代。

## 略歴
尾張守護・斯波義淳より偏諱（「淳」字）を賜り、淳広と名乗る。
永享3年（1431年）以降から先代・織田教長の名が文献から途絶え、永享6年（1434年）頃、淳広が尾張守護代となる。しかし、それ以降は文献から淳広の名も途絶える。一説に織田久長と同一人物とする説がある。